# Ondřejov (Pláně)
Ondřejov je vesnice, část obce Pláně ve střední části okresu Plzeň-sever v Plzeňském kraji. Leží 4,5 kilometru severozápadně od Plas. Katastrální území Ondřejov nad Střelou měří 147,88 ha.
Ondřejov sousedí na severovýchodě s Mladoticemi, na jihozápadě s Pláněmi a na severozápadě s Křečovem. Ondřejov od Mladotic dělí především hluboké údolí řeky Střely a od Křečova neméně hluboké údolí říčky Chladné. V okolí Ondřejova je mnoho rekreačních chat soustředěných okolo silnice vedoucí na Mladotice.

## Název
Vesnice je pojmenována po svém zakladateli, kterým byl opat plaského kláštera Ondřej Trojer. V historických pramenech se název objevuje ve tvarech: Ondržegow (1785) a Ondřejow (1838).

## Historie
Okolní krajina byla osídlena již v pravěku. V blízkosti vesnice se stávala dvě eneolitická sídliště. První sídliště se nachází na břidlicovém hřbetu nad soutokem Střely a bezejmenného potoka asi jeden kilometr jihovýchodně od vesnice. Bylo osídleno lidem chamské kultury a opevněno příkopem s náznakem valu. Druhé sídliště bývalo na ostrožně nad soutokem Střely s Chladnou. Nalezené keramické střepy neumožnily přesnější datování, ale podle charakteru lokality bylo osídleno nejspíše v eneolitu.
První písemná zmínka o vesnici pochází z roku 1681. Opat Ondřej Trojer na konci 17. století založil novou ves nedaleko lokality zaniklé středověké vsi Ozřany, ves dostala jméno po svém zakladateli.

## Obyvatelstvo
Při sčítání lidu v roce 1921 zde žilo 155 obyvatel (z toho 79 mužů) československé národnosti, z nichž bylo 94 římských katolíků, 24 členů církve československé a 37 lidí bez vyznání. Podle sčítání lidu z roku 1930 ve vsi žilo 128 Čechoslováků: 75 římských katolíků, 24 členů církve československé a 29 lidí bez vyznání.
| Rok            | 1869 | 1880 | 1890 | 1900 | 1910 | 1921 | 1930 | 1950 | 1961 | 1970 | 1980 | 1991 | 2001 | 2011 | 2021 |
| -------------- | ---- | ---- | ---- | ---- | ---- | ---- | ---- | ---- | ---- | ---- | ---- | ---- | ---- | ---- | ---- |
| Počet obyvatel | 147  | 131  | 135  | 148  | 166  | 155  | 128  | 79   | 72   | 63   | 72   | 55   | 54   | 44   | 42   |
| Počet domů     | 22   | 23   | 24   | 24   | 24   | 26   | 26   | 27   | 27   | 21   | 18   | 20   | 20   | 16   | 21   |

## Obecní správa
Při sčítání lidu v roce 1869 Ondřejov byl osadou obce Štichovice v okrese Kralovice. V letech 1880–1959 byl osadou obce Křečov, se kterým patřil nejprve do okresu Kralovice, ale v roce 1950 v okrese Plasy. Od 1. ledna 1960 do 31. prosince 1985 byl částí obce Pláně v okrese Plzeň-sever. Od 1. ledna 1986 do 31. prosince 1992 byl částí města Plasy v okrese Plzeň-sever. Od 1. ledna 1993 je opět částí obce Pláně v okrese Plzeň-sever.